# Tom Huddlestone
Thomas Andrew Huddlestone (ur. 28 grudnia 1986 w Nottingham) – angielski piłkarz występujący na pozycji pomocnika. Zawodnik klubu Derby County.

## Kariera klubowa
Huddlestone profesjonalną karierę rozpoczynał w drugoligowym Derby County. W jego barwach zadebiutował 9 sierpnia 2003 w przegranym 0-3 ligowym pojedynku ze Stoke City. Jednak mimo porażki został wybrany piłkarzem meczu. W Derby szybko wywalczył sobie miejsce w wyjściowej jedenastce i stał się jej podstawowym graczem. W pierwszym sezonie rozegrał tam 43 spotkania. W następnym wystąpił tam w 45 meczach. W sumie zagrał tam 88 razy.
W styczniu 2005 pierwszoligowy Tottenham Hotspur zdecydował się zapłacić za jego transfer trzy miliony funtów, ale ustalono, że na White Hart Lane trafi dopiero latem. Po dołączeniu do ekipy z Londynu został wypożyczony do drugoligowego Wolverhampton Wanderers. Tam pierwszy występ zanotował 29 października 2005 w przegranym 1-3 meczu z Watfordem. 18 listopada 2005 strzelił pierwszego gola w zawodowej karierze. Było to w wygranym 3-0 spotkaniu z Derby County. Łącznie zagrał tam 13 razy i strzelił jednego gola.
W styczniu 2006 Huddlestone powrócił do Tottenhamu. Wówczas zadebiutował w jego barwach. Było to 31 stycznia 2006 w przegranym 0-1 pojedynku z Fulham Londyn. Do końca sezonu wystąpił w lidze czterokrotnie. 17 grudnia 2006 zdobył pierwszą bramkę w trakcie gry w ekstraklasie. Było to w pojedynku z Manchesterem City, wygranym 2-1. 25 grudnia 2006 Huddlestone podpisał z klubem nowy 4,5-letni kontrakt, a 30 czerwca 2008 związał się z klubem pięcioletnią umową, która będzie obowiązywać do końca czerwca 2013. 14 sierpnia 2013 roku, podpisał kontrakt z Hull City..
W 2017 roku odszedł do Derby County.

## Kariera reprezentacyjna
Huddlestone jest byłym reprezentantem Anglii U-21. Był uczestnikiem Młodzieżowych Mistrzostw Europy w 2007 roku, na których dotarł z Anglią do półfinału, ale uległ tam z nią po rzutach karnych Holandii.
W 2008 roku otrzymał powołanie do kadry seniorskiej na towarzyskie mecze ze Stanami Zjednoczonymi oraz Trynidadem i Tobago, jednak oba mecze w całości przesiedział na ławce rezerwowych.